# Col des Gets
Il Col des Gest (1170 m s.l.m.) è un valico alpino situato in Alta Savoia, nella regione Rodano-Alpi della Francia orientale. Il colle è percorso dalla Route des Grandes Alpes.